# (74465) 1999 CF38
(74465) 1999 CF38 – planetoida z pasa głównego asteroid okrążająca Słońce w ciągu 5,61 lat w średniej odległości 3,16 j.a. Odkryta 10 lutego 1999 roku.